# Festes de Primavera

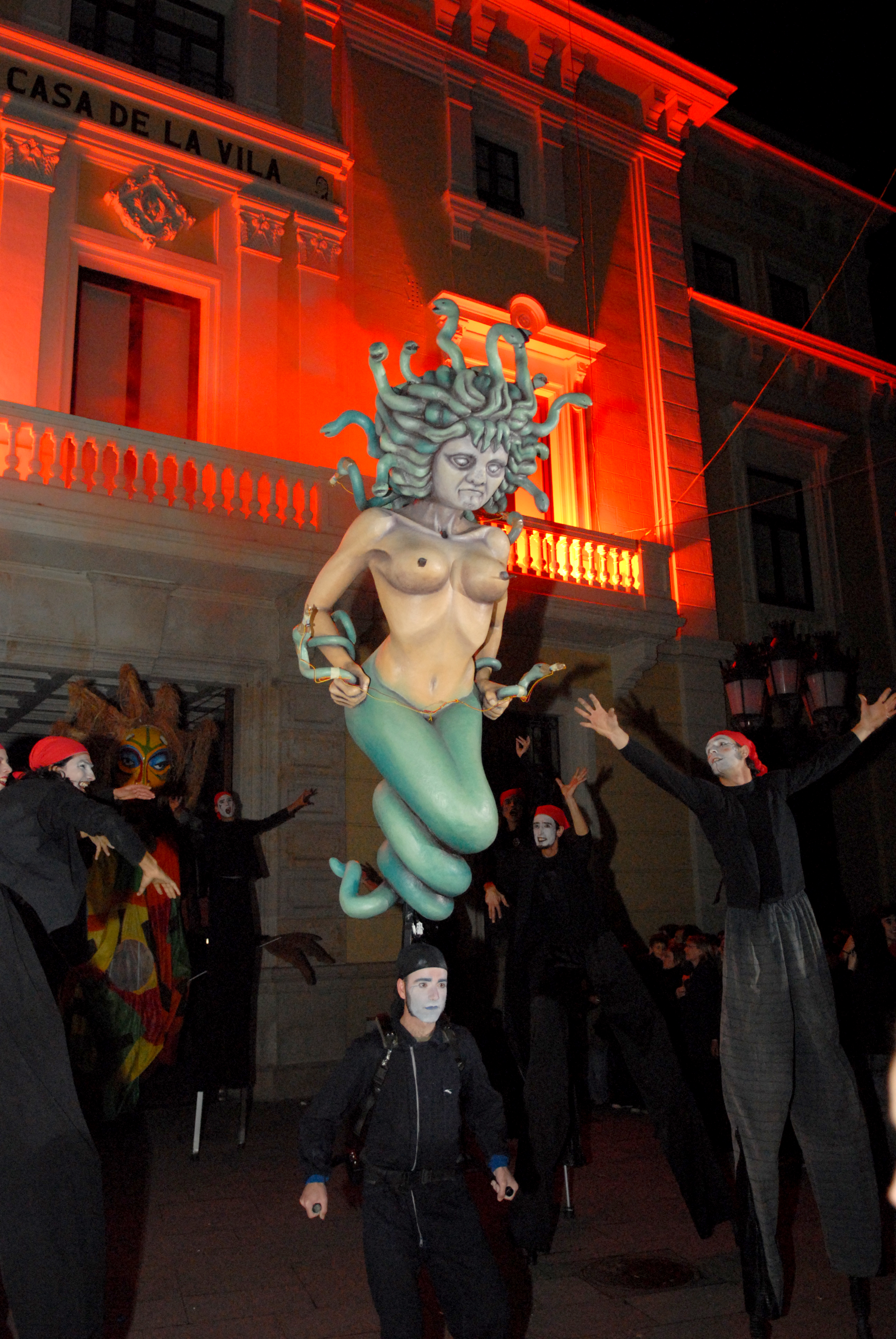
Nit del Foc de les Festes de Primavera de l'Hospitalet de Llobregat

Les festes de primavera són unes festes que es realitzen en diversos països durant l'equinocci de primavera, que varia entre el 20 i el 21 de març per a l'hemisferi nord, i entre el 22 i el 23 de setembre per a l'hemisferi sud.
La classificació o agrupació de les festes atenent les estacions ve recolzada, entre d'altres, pels estudis sobre les festes duts a terme per Julio Caro Baroja, que les va agrupar seguint els cicles anuals d'hivern, primavera i estiu (de fet va publicar una sèrie de llibre sobre elles: El carnestoltes (1965), l'estació de l'amor (1979) i l'estiu festiu (1984))
Per una altra banda, moltes festes es regeixen pel cicle agrari, en elles està present la benedicció d'animals i camps, conjures de tempestes, rogatives ... Seguint el cicle agrari són els equinoccis els que aglutinen el major nombre de festes en ser dos períodes en què el canvi d'estació presenta manifestacions físiques, observables i mesurables. Així, el dia més curt de l'any ha estat un moment establert per a la creació i realització de rituals que demostressin a tots que l'home pot controlar la natura. L'equinocci vernal que dona pas del hivern a la primavera està carregat de característiques que permeten la realització d'una infinitat d'actes simbòlics:
- pas de la foscor a la llum,
- pas de terres ermes a exuberants,
- pas de l'esterilitat a la fecunditat

D'aquesta manera l'home del món rural es veia en la necessitat de donar gràcies per la resurrecció que contemplava, al temps que no podia deixar de demanar que aquell miracle que observava es perpetués en el temps. Aquest és l'origen dels actes, rituals i celebracions, entre el 21 de març i el 21 de juny, que per tenir lloc a l'estació de la vida anomenem Festes de la Primavera.

## Orígens de les festes de primavera
L'origen de les festes de la primavera està en el fet que l'home ha sentit des de l'inici de la vida una necessitat d'estudiar i control del temps. Cal no oblidar que l'home depenia del temps (des d'un punt de vista climatològic) per a la seva subsistència des del moment en què les primeres comunitats es van fer sedentàries i agricultores en el Neolític.
Per al control del temps, els antics s'adonaren de l'existència d'uns dies en què el Sol realitzava un moviment especial, els denominats equinoccis, delimitant l'esdeveniment astronòmic on el dia i la nit duren exactament el mateix temps. Cada any tenen lloc dos esdeveniments de aquest tipus: l'equinocci de primavera i el de tardor amb dates aproximades entre el 20-21 de març i 21-22 de setembre respectivament. És a dir, la terra se situa a la meitat del recorregut de la seva òrbita al voltant del sol, de manera que tots dos equinoccis corresponen al moment en què succeeixen canvis d'estació.
Per a Luis de Hoyos, aquest tipus de festes són molt interessants perquè dintre de elles estan les festes que ell denomina arcaiques, i que tenen el seu origen, segons les cultures, en els solsticis (tant d'estiu, com d'hivern) com ara les cultures orientals i mediterrànies, o en tradicions paganes, judaisme i domini àrab, relacionades amb la celebració per reminiscència de la de Diana i altres de L'Índia i de cultures nòrdiques i báticas. La mort i resurrecció cíclica i anual d'aquests déus, produïda en els equinoccis repetirien l'equilibri per a la renovació de la natura.
Per una altra banda, les festes estacionals estan íntimament unides a les festes mítiques, compartint el mateix concepte i finalitat precatòria, votiva o d'acció de gràcies. A més, en aquests tipus de feses es pot distingir clarament les particularitats de cada comarca en els elements del joc que conformen la festa. Així, per a Luis de Hoyos es veu una clara separació entre zones d'un territori, que per exemple a Espanya, quedaria reflectit en l'ús de la llum i el foc a les regions boiroses, mentre que a les zones lluminoses, com ara la zona mediterrània, el joc se centraria en el soroll i la gatzara. També entrarien en aquest tipus les conegudes com festes del aigua, en les quals o es demana per que ploga o es demana perquè la puja pare; molt corrents a zones de esteparies i quasi desèrtiques.
Derivades de les mítiques són les festes agràries i ramaderes, totalment unides al cicle de la terra i, per tant, comparteixen orígens i tradicions. Són exempls les festes de recol·lecció, tant típiques a Espanya.
Tampoc es poden perdre de vista les festes religioses que tenen lloc durant la primavera, i que en part es deuen a la cristianització i més concretament a la catolització de festes d'origen pagà connectades amb les festes agrícoles.
A mode de conclusió: les festes tenen lloc en un període temporal; al temps, les societats rurals es regeixen per un temps cíclic, cosa que suposa que les etapes es repeteixen any rere any, seguint les estacions de la naturalesa i el desenvolupament de les tasques agrícoles. Així, les festes es presenten com un element cultural que més es repeteix i es perpetua. Actuen com a fites o límits simbòlics que permeten ordenar el temps i l'inici de la primavera està ple de ritus, tradicions i festes que reflecteixen la unió entre home i natura.

## Característiques
Si es pretén classificar les festes i poder establir una tipologia com a mecanisme per a comprendre els principis d'organització que hi intervenen, hem de prestar atenció a dos criteris fonamentals:
- el subjecte celebrant, podem diferenciar entre aquelles festes en què participa activa i corresponsablemete tot el poble a través d'una comissió organitzativa i aquelles altres en què el protagonisme correspon a un segment de la població (carrers, confraries, gremis, edats o estats).[2]
- l'objecte celebrat, podem diferenciar entre les festes que desenvolupen el cicle litúrgic eclesiàstic, el ritual agrari, el ritual terapèutic i els patronatges.[2]

Dins el ritual agrari, el mes de maig es té com a expressió de joventut, bellesa, salut i la majoria de les festes que se celebren en aquest període expressaven fecunditat, prosperitat, assegurar que la vida i la seva renovació cíclica arribin a la seva plenitud.
Com que el mes de maig és quan es produeix una exaltació de manera generalitzada i planetària del component vegetal com a fruit de "La Mare Terra", és en aquest mes quan els pobles i les gents que els habiten es comencen a despertar i esquitxen el mapa centenars de festes de la primavera, que encara que sacralitzades, en el rerefons, com hem dit adés, amaguen el seu caràcter propiciatori de la terra per tal de protegir les seves collites i salvaguardar els camps que són al seu manteniment.
Podem descobrir així en totes les festes de primavera símbols emanats del món vegetal, com ara l'arbre, les flors, fruits, herbes, etc. Aquest simbolisme vegetal, ve reforçat pel paper que juguen el llorer, l'olivera o els palmells en festivitats com ara el Diumenge de Rams, les flors de Sant Jordi, el Corpus o les enramades. D'aquesta manera s'aixequen majos, creus, es confeccionen enramades, es canten "Marzas y Mayas", es beneeixen camps, es fan rogatives i desenes de ritus simbòlics que posen de manifest la relació: Home -Terra -Collita - Climatologia - Divinitat.
El calendari de festes cristianes es troba fundat sobre les dates que assenyalen el començament i el final d'aquestes oblidades etapes, i les celebracions religioses estan impregnades encara dels vells ritus propiciatoris de la marxa normal del cicle agrari.
Segons Car Baroja l'Església en el seu afany per sufocar les pràctiques paganes i desvirtuar certes creences, ha tractat d'assimilar-les el més possible, o bé aquesta assimilació l'ha volgut fer el poble conscientment. Un exemple podria ser el cas de la "Maya" pagana passar que passa ser la "Maya" que presideix les taules petitòries de la festa de la Creu de Maig; el vell Arbre es va convertir també a vegades en la creu; al Sant del primer dia del mes el van convertir a "Sant Jaume el Verd"; Sant Gregori es converteix en el patró de les aigües de maig, quan no és la creu mateixa, entre d'altres, i la verge protectora de les donzelles, i a la qual aquestes ofereixen flors, es fa la patrona de tot el mes. És a dir, l'home rural supeditat, al principi, cent per cent a la terra i el que genera, s'embolica d'un halo de rituals per agrair i demanar aquests fruits dels que tant depèn.

## Exemples de Festes de Primavera a Catalunya
Hi ha un ventall de festes de primavera a Catalunya, en les que es poden trobar celebracions gastronòmiques, religioses, teatrals, temàtiques, tradicionals, recuperades...
Destaquem com a exemples:
- Festes de Setmana Santa. Podem destacar: les processons dels armats d'Esterri d'Àneu i els de Girona anomenats Manaies; la processó del Silenci a Badalona; o la Passió a Vilalba dels Arcs.[6]
- Festes del patró de Catalunya: Sant Jordi (dia 23), amb festes relacionades amb aquesta celebració com ara la Setmana Medieval de Montblanc.[6]
- També se celebra en abril el dia de la Mare de Déu de Montserrat (dia 27).[6]
- Trobada de Campaners a Os de Balaguer.[6]
- Festes de Pasqua Granada: són aquelles festes que tenen lloc durant la Pasqua, la Pentecosta o Segona Pasqua. La segona Pasqua és un tipus de festa lligada al calendari agrícola, coincident amb la sega i als fruits de les collites, d'on li ve el nom de granada.[6] Entre les festes tradicional i populars cal destacar: el concurs de Cassoles del tros a Juneda, que tenen lloc el diumenge de la segona Pasqua.[6]
- Festa Major de Sant Feliu de Pallerols, declarada Festa tradicional d'interès nacional.[6]
- Ball del Sant Crist de Salomó, declarada Festa tradicional d'interès nacional.[6]
- Aplec del Sant Crist a l'Emita i Castell de Mur, el primer diumenge de maig.[6]
- Festa de la Llana i casament de pagès a Ripoll, diumenge després de l'11 de maig.[6]
- Festa del Corpus a Sitges.[6]
- Festes declarades com a Festes tradicionals d'interès nacional relacionades amb el Copus: La Patum de Berga, Festa de les Enramades de Arbúcies i la Festa de les Enramades de Sallent.[6]
- L'Ou com balla a Barcelona, el dijous de Corpus al claustre de la Catedral de Barcelona.[6]

## Exemples de Festes de Primavera a la Comunitat Valenciana
A la Comunitat Valenciana les festes de Primavera abasten un fum de festes de molts diversos àmbits, tindríem:
- Les festes de Sant Emigdi (el 21 de març se celebren a Almoradí i Catral, al Baix Segura, les festes en honor aquest sant protector front els terratrèmols) de la Magdalena (festa relacionada amb una de les dues llegendes que expliquen la identitat de Castelló com a poble), festes del cicle Pasqual, La Mare de Déu dels Dolors i Sant Blai en Montaverner, al mes de març.[7]
- Les festes de la Mare de Déu de la Soletat de Cheste, festes de Sant Vicent Ferrer, festes de la Mare de Déu del Castell de Cullera, festes de Sant Francesc de Paula, festes del Santíssim Salvador de Fanzara, festes de la Mare de Déu dels Àngels, festes de la Mare de Déu del Miracle de Concentaina, festes de Sant Jordi, 23 d'abril: Fira del llibre, 25 d'abril: Dia de les Llibertats Nacionals, festes de Sant Marc, festes de la Puríssima Xiqueta de Benissa, festes de Sant Pere de Verona, diverses Romeries, Pelegrinatges i Rogatives: Romeria de la Santa Faç i Pelegrins de les Useres; totes al mes d'abril.[7]
- l'1 de maig: Festa del treball, les Creus de maig, les festes dels Maigs, la festa de la Mare de Déu dels Desemparats, la Mare de Déu de la Consolació de Alpont, festes de Sant Josep Obrer, Festa de la Rosa, Festa de Santa Anna, la Mare de Déu del LLedó, festes de l'aparició de Sant Miquel, festa de Sant Gregòri Òstia, festes de la Mare de Déu de Gràcia de Biar, festa de Sant Jaume el menor, festa de Sant Pancraç, festa de Sant Bonifaci Màrtir de Petrer, festa de Sant Isidre Llaurador, festes de Sant Paqual Bailón, festes del Miracle dels Peixes d'Alboraia, festes de Santa Rita de Càssia, festes de Santa Quitèria, festes de Sant Felip Neri, festes de Santa Eubaldesca de Pisa, festes de Sant Anton de Elda, festes de l'Ascenció, Pentecosta i la Trinitat; totes elles al mes de maig.[7]
- Corpus Christi, festa de la Cirera de Serra, festes de la Mare de Déu de la Llum, Sant Onofre de Quart de Poblet, festes de Sant Antoni de Pàdua, el Cúgol d'Ontinynet, festes de Sant Sebastià a Benetússer, el Sagrat Cor de Jesús i Sant Lluís de Gonçaga, fins 21 de juny.[7]

### Festes d'interès turístic internacional
| Nom                           | Data                                     | Localització                                                          | Declaració | Identificador | Imatge |
| ----------------------------- | ---------------------------------------- | --------------------------------------------------------------------- | ---------- | ------------- | --- |
| Festes de la Magdalena        | A partir del tercer dissabte de Quaresma | Castelló de la Plana 39° 58′ 00″ N, 0° 03′ 00″ O / 39.966667°N,0.05°O | 1965       | Q8961628      | Festes de la Magdalena · Vegeu més fotos d'aquest monument · Carregueu una nova foto d'aquest monument        |
| Falles de Sant Josep          | Del 15 al 19 de març                     | València 39° 28′ 00″ N, 0° 22′ 30″ O / 39.466667°N,0.375°O            | 1965       | Q1143768      | Falles de Sant Josep · Vegeu més fotos d'aquest monument · Carregueu una nova foto d'aquest monument          |
| Processó del Diumenge de Rams | Diumenge de Rams                         | Elx 38° 16′ 01″ N, 0° 41′ 54″ O / 38.266944°N,0.698333°O              | 1997       | Q3327994      | Processó del Diumenge de Rams · Vegeu més fotos d'aquest monument · Carregueu una nova foto d'aquest monument |
| Setmana Santa                 | Setmana Santa                            | Oriola 38° 05′ 08″ N, 0° 56′ 49″ O / 38.085556°N,0.946944°O           | 2010       | Q6124571      | Setmana Santa · Vegeu més fotos d'aquest monument · Carregueu una nova foto d'aquest monument                 |
| Setmana Santa                 | Setmana Santa                            | Crevillent 38° 14′ 55″ N, 0° 48′ 32″ O / 38.248611°N,0.808889°O       | 2011       | Q23046683     | Carregueu una nova foto d'aquest monument                                                                     |
| Festes de Moros i Cristians   | Del 22 al 24 d'abril                     | Alcoi 38° 41′ 54″ N, 0° 28′ 25″ O / 38.698333°N,0.473611°O            | 1965       | Q5650710      | Festes de Moros i Cristians · Vegeu més fotos d'aquest monument · Carregueu una nova foto d'aquest monument   |
| Fogueres de Sant Joan         | Del 20 al 24 de juny                     | Alacant 38° 20′ 43″ N, 0° 28′ 59″ O / 38.345278°N,0.483056°O          | 1983       | Q1236370      | Fogueres de Sant Joan · Vegeu més fotos d'aquest monument · Carregueu una nova foto d'aquest monument         |

### Festes d'interés turístic nacional
| Nom                                                       | Data                                              | Localització                                                             | Declaració | Identificador | Imatge                                                                                                 |
| --------------------------------------------------------- | ------------------------------------------------- | ------------------------------------------------------------------------ | ---------- | ------------- | --- |
| Les Falles de Sagunt                                      | Del 14 al 19 de març                              | Sagunt 39° 40′ 35″ N, 0° 16′ 24″ O / 39.676389°N,0.273333°O              | 2013       | Q23648119     | Les Falles de Sagunt · Carregueu una nova foto d'aquest monument                                       |
| Falles                                                    | Del 15 al 19 març                                 | Alzira 39° 09′ 00″ N, 0° 26′ 06″ O / 39.15°N,0.435°O                     | 2005       | Q2834310      | Falles · Vegeu més fotos d'aquest monument · Carregueu una nova foto d'aquest monument                 |
| Setmana Santa                                             | Setmana Santa                                     | Alzira 39° 09′ 00″ N, 0° 26′ 06″ O / 39.15°N,0.435°O                     | 1998       | Q6124473      | Setmana Santa · Vegeu més fotos d'aquest monument · Carregueu una nova foto d'aquest monument          |
| Setmana Santa Marinera                                    | Setmana Santa                                     | València 39° 28′ 00″ N, 0° 22′ 30″ O / 39.466667°N,0.375°O               | 2001       | Q9075846      | Setmana Santa Marinera · Vegeu més fotos d'aquest monument · Carregueu una nova foto d'aquest monument |
| Setmana Santa                                             | Setmana Santa                                     | Sagunt 39° 40′ 35″ N, 0° 16′ 24″ O / 39.676389°N,0.273333°O              | 2004       | Q23648134     | Carregueu una nova foto d'aquest monument                                                              |
| Festes de Moros i Cristians en honor de Sant Jordi Màrtir | Del 22 al 25 d'abril                              | Banyeres de Mariola 38° 42′ 57″ N, 0° 39′ 26″ O / 38.715833°N,0.657222°O | 1988       | Q23650037     | Festes de Moros i Cristians en honor de Sant Jordi Màrtir · Carregueu una nova foto d'aquest monument  |
| Festes patronals de Sant Vicent Ferrer                    | A partir del dilluns següent al dilluns de Pasqua | La Vall d'Uixó 39° 49′ 25″ N, 0° 13′ 54″ O / 39.823611°N,0.231667°O      | 2003       | Q8961623      | Carregueu una nova foto d'aquest monument                                                              |

### Festes d'interés turístic
Altres festes que van ser declarades d'interés turístic abans de la publicació de l'Ordre del 2006 per la que es regula la declaració de festes d'interés turístic nacional i internacional.
| Nom                                           | Data                                    | Localització                                                         | Declaració | Identificador | Imatge                                                                                            |
| --------------------------------------------- | --------------------------------------- | -------------------------------------------------------------------- | ---------- | ------------- | ------------------------------------------------------------------------------------------------- |
| Falles                                        | Del 15 al 19 de març                    | Gandia 38° 58′ 00″ N, 0° 10′ 56″ O / 38.966667°N,0.182222°O          | 1984       | Q23653026     | Falles · Vegeu més fotos d'aquest monument · Carregueu una nova foto d'aquest monument            |
| La Passió                                     | Quaresma                                | Callosa de Segura 38° 07′ 21″ N, 0° 52′ 47″ O / 38.1225°N,0.879722°O | 1984       | Q23653030     | La Passió · Vegeu més fotos d'aquest monument · Carregueu una nova foto d'aquest monument         |
| Misteri de la Passió                          | Setmana Santa                           | Montcada 39° 32′ 00″ N, 0° 23′ 00″ O / 39.533333°N,0.383333°O        | 1967       | Q16630075     | Carregueu una nova foto d'aquest monument                                                         |
| Setmana Santa                                 | Setmana Santa                           | Gandia 38° 58′ 00″ N, 0° 10′ 56″ O / 38.966667°N,0.182222°O          | 1983       | Q6124525      | Carregueu una nova foto d'aquest monument                                                         |
| Festes hispanoàrabs en honor de Sant Bonifaci | Cap de setmana més proper al 14 de maig | Petrer 38° 29′ 00″ N, 0° 46′ 00″ O / 38.483333°N,0.766667°O          | 1966       | Q6024340      | Carregueu una nova foto d'aquest monument                                                         |
| Moros i Cristians                             | Darrera setmana de maig                 | Elda 38° 28′ 23″ N, 0° 47′ 51″ O / 38.473056°N,0.7975°O              | 1981       | Q9035209      | Moros i Cristians · Vegeu més fotos d'aquest monument · Carregueu una nova foto d'aquest monument |

### Festes d'interés turístic autonòmic
| Nom                                | Data                       | Localització                                                   | Declaració | Identificador | Imatge                                                                                        |
| ---------------------------------- | -------------------------- | -------------------------------------------------------------- | ---------- | ------------- | --------------------------------------------------------------------------------------------- |
| Falles                             | Del 15 al 19 de març       | Xàtiva 38° 59′ 19″ N, 0° 31′ 09″ O / 38.988611°N,0.519167°O    | 2009       | Q23662803     | Carregueu una nova foto d'aquest monument                                                     |
| Falles                             | Del 15 al 19 de març       | Benicarló 40° 25′ 07″ N, 0° 25′ 23″ E / 40.418611°N,0.423056°E | 2014       | Q12175050     | Falles · Vegeu més fotos d'aquest monument · Carregueu una nova foto d'aquest monument        |
| Falles                             | Del 15 al 19 de març       | Torrent 39° 26′ 12″ N, 0° 28′ 04″ O / 39.436667°N,0.467778°O   | 2015       | Q5855501      | Falles · Vegeu més fotos d'aquest monument · Carregueu una nova foto d'aquest monument        |
| Setmana Santa                      | Setmana Santa              | Alacant 38° 20′ 43″ N, 0° 28′ 59″ O / 38.345278°N,0.483056°O   | 2009       | Q3944557      | Carregueu una nova foto d'aquest monument                                                     |
| Setmana Santa                      | Setmana Santa              | Torrent 39° 26′ 12″ N, 0° 28′ 04″ O / 39.436667°N,0.467778°O   | 2009       | Q21595880     | Setmana Santa · Vegeu més fotos d'aquest monument · Carregueu una nova foto d'aquest monument |
| Setmana Santa                      | Setmana Santa              | Vinaròs 40° 28′ 00″ N, 0° 28′ 00″ E / 40.466667°N,0.466667°E   | 2013       | Q23662810     | Carregueu una nova foto d'aquest monument                                                     |
| Festa de la Rompuda de l'Hora      | Divendres Sant             | L'Alcora 40° 04′ 28″ N, 0° 12′ 50″ O / 40.074444°N,0.213889°O  | 2016       | Q28845790     | Carregueu una nova foto d'aquest monument                                                     |
| Festa a la Mare de Déu del Castell | Dissabte després de Pasqua | Cullera 39° 09′ 58″ N, 0° 15′ 10″ O / 39.166111°N,0.252778°O   | 2009       | Q23662817     | Carregueu una nova foto d'aquest monument                                                     |

### Festes d'interés turístic provincial

#### Alacant
| Nom                                                                    | Data                 | Localització                                                                 | Declaració | Identificador | Imatge |
| ---------------------------------------------------------------------- | -------------------- | ---------------------------------------------------------------------------- | ---------- | ------------- | --- |
| Festes de l'Edat Mitjana en honor de Sant Josep de Villena             | 19 de març           | Villena 38° 38′ 06″ N, 0° 51′ 57″ O / 38.635°N,0.865833°O                    | 2014       | Q23662974     | Carregueu una nova foto d'aquest monument |
| Setmana Santa                                                          | Setmana Santa        | Asp 38° 20′ 45″ N, 0° 46′ 08″ O / 38.345833°N,0.768889°O                     | 2008       | Q21596868     | Setmana Santa · Vegeu més fotos d'aquest monument · Carregueu una nova foto d'aquest monument                                                          |
| Callosa de Segura                                                      | Setmana Santa        | Callosa de Segura 38° 07′ 21″ N, 0° 52′ 47″ O / 38.1225°N,0.879722°O         | 2011       | Q23662985     | Callosa de Segura · Vegeu més fotos d'aquest monument · Carregueu una nova foto d'aquest monument                                                      |
| Setmana Santa                                                          | Setmana Santa        | Torrevella 37° 58′ 40″ N, 0° 41′ 00″ O / 37.977778°N,0.683333°O              | 2011       | Q23662993     | Carregueu una nova foto d'aquest monument |
| La Passió                                                              | Setmana Santa        | Elx 38° 16′ 01″ N, 0° 41′ 54″ O / 38.266944°N,0.698333°O                     | 2015       | Q23663615     | Vegeu més fotos d'aquest monument · Carregueu una nova foto d'aquest monument                                                                          |
| Festes patronals i de Moros i Cristians en honor de Sant Vicent Ferrer | Dilluns de Pasqua    | Sant Vicent del Raspeig 38° 23′ 47″ N, 0° 31′ 31″ O / 38.396389°N,0.525278°O | 2007       | Q23663003     | Festes patronals i de Moros i Cristians en honor de Sant Vicent Ferrer · Vegeu més fotos d'aquest monument · Carregueu una nova foto d'aquest monument |
| Festes de Moros i Cristians                                            | Del 22 al 27 d'abril | Onil 38° 37′ 46″ N, 0° 40′ 26″ O / 38.629444°N,0.673889°O                    | 2014       | Q23663017     | Carregueu una nova foto d'aquest monument |
| Fira de Maig                                                           | Maig                 | Torrevella 37° 58′ 40″ N, 0° 41′ 00″ O / 37.977778°N,0.683333°O              | 2012       | Q23663031     | Carregueu una nova foto d'aquest monument |
| Romeria i Fira de Sant Pasqual Bailón                                  | 17 de maig           | Montfort 38° 22′ 45″ N, 0° 43′ 49″ O / 38.379167°N,0.730278°O                | 2011       | Q16626119     | Carregueu una nova foto d'aquest monument |

#### Castelló
| Nom                                           | Data                                      | Localització                                                          | Declaració | Identificador | Imatge                                                                                        |
| --------------------------------------------- | ----------------------------------------- | --------------------------------------------------------------------- | ---------- | ------------- | --------------------------------------------------------------------------------------------- |
| Falles                                        | Del 15 al 19 març                         | Borriana 39° 53′ 22″ N, 0° 05′ 33″ O / 39.889444°N,0.0925°O           | 2007       | Q23663119     | Falles · Vegeu més fotos d'aquest monument · Carregueu una nova foto d'aquest monument        |
| La Passió de Crist                            | Setmana Santa                             | Borriol 40° 02′ 32″ N, 0° 04′ 17″ O / 40.042222°N,0.071389°O          | 2015       | Q23663121     | Carregueu una nova foto d'aquest monument                                                     |
| Setmana Santa                                 | Setmana Santa                             | Castelló de la Plana 39° 58′ 00″ N, 0° 03′ 00″ O / 39.966667°N,0.05°O | 2015       | Q23663124     | Carregueu una nova foto d'aquest monument                                                     |
| Setmana Santa                                 | Setmana Santa                             | Vila-real 39° 56′ 16″ N, 0° 06′ 05″ O / 39.937778°N,0.101389°O        | 2009       | Q23663127     | Setmana Santa · Vegeu més fotos d'aquest monument · Carregueu una nova foto d'aquest monument |
| La Passió                                     | Dijous Sant                               | Torreblanca 40° 13′ 14″ N, 0° 11′ 43″ E / 40.220556°N,0.195278°E      | 2013       | Q23663129     | Carregueu una nova foto d'aquest monument                                                     |
| Festa del Rotllo                              | Dilluns de Pasqua                         | L'Alcora 40° 04′ 28″ N, 0° 12′ 50″ O / 40.074444°N,0.213889°O         | 2009       | Q23663130     | Carregueu una nova foto d'aquest monument                                                     |
| Ral·li Transbetxí de motocultors              | Primer dissabte després de Pasqua Florida | Betxí 39° 55′ 44″ N, 0° 11′ 51″ O / 39.928889°N,0.1975°O              | 2013       | Q6151623      | Carregueu una nova foto d'aquest monument                                                     |
| Romeria d'Altura al Santuari de la Cova Santa | Darrer diumenge d'abril                   | Altura 39° 51′ 04″ N, 0° 30′ 46″ O / 39.851111°N,0.512778°O           | 2011       | Q23663132     | Carregueu una nova foto d'aquest monument                                                     |
| Encreuaments de Maig                          | Primer cap de setmana de maig             | Borriana 39° 53′ 22″ N, 0° 05′ 33″ O / 39.889444°N,0.0925°O           | 2010       | Q23663134     | Carregueu una nova foto d'aquest monument                                                     |
| Les Calderes                                  | 22 de maig                                | Almassora 39° 56′ 37″ N, 0° 03′ 49″ O / 39.943611°N,0.063611°O        | 2008       | Q23663138     | Carregueu una nova foto d'aquest monument                                                     |

#### València
| Nom           | Data          | Localització                                                    | Declaració | Identificador | Imatge                                                                                        |
| ------------- | ------------- | --------------------------------------------------------------- | ---------- | ------------- | --------------------------------------------------------------------------------------------- |
| Setmana Santa | Setmana Santa | Benetússer 39° 25′ 22″ N, 0° 23′ 50″ O / 39.422778°N,0.397222°O | 2010       | Q16630060     | Setmana Santa · Vegeu més fotos d'aquest monument · Carregueu una nova foto d'aquest monument |
| Setmana Santa | Setmana Santa | Xàtiva 38° 59′ 19″ N, 0° 31′ 09″ O / 38.988611°N,0.519167°O     | 2015       | Q23663297     | Carregueu una nova foto d'aquest monument                                                     |

### Festes d'interés turístic local
| Nom                                        | Data                                                | Localització                                                                  | Declaració | Identificador | Imatge |
| ------------------------------------------ | --------------------------------------------------- | ----------------------------------------------------------------------------- | ---------- | ------------- | --- |
| Falles                                     | Del 15 al 19 de març                                | Cullera 39° 09′ 58″ N, 0° 15′ 10″ O / 39.166111°N,0.252778°O                  | 2008       | Q23663326     | Falles · Vegeu més fotos d'aquest monument · Carregueu una nova foto d'aquest monument                                     |
| Falles                                     | Del 15 al 19 de març                                | Tavernes de la Valldigna 39° 04′ 20″ N, 0° 15′ 57″ O / 39.072222°N,0.265833°O | 2008       | Q23663327     | Carregueu una nova foto d'aquest monument                                                                                  |
| Falles                                     | Del 15 al 19 de març                                | Sueca 39° 12′ 09″ N, 0° 18′ 40″ O / 39.2025°N,0.311111°O                      | 2009       | Q23663328     | Carregueu una nova foto d'aquest monument                                                                                  |
| Setmana Santa de l'Almoradí                | Setmana Santa                                       | Almoradí 38° 06′ 35″ N, 0° 47′ 22″ O / 38.109722°N,0.789444°O                 | 2009       | Q23663329     | Carregueu una nova foto d'aquest monument                                                                                  |
| Agullent                                   | Cap de setmana de Pasqua                            | Agullent 38° 49′ 17″ N, 0° 32′ 56″ O / 38.821389°N,0.548889°O                 | 2012       | Q23663331     | Carregueu una nova foto d'aquest monument                                                                                  |
| Sant Vicent                                | Dilluns següent al Dilluns de Pasqua                | Nules 39° 51′ 09″ N, 0° 09′ 02″ O / 39.8525°N,0.150556°O                      | 2010       | Q23663333     | Carregueu una nova foto d'aquest monument                                                                                  |
| Festa de San Francesc de Paula             | Divendres i diumenge de la segona setmana de Pasqua | Viver 39° 55′ 17″ N, 0° 35′ 50″ O / 39.921389°N,0.597222°O                    | 2011       | Q23663334     | Carregueu una nova foto d'aquest monument                                                                                  |
| Festival Internacional de Teatre al Carrer | Abril-maig                                          | Vila-real 39° 56′ 16″ N, 0° 06′ 05″ O / 39.937778°N,0.101389°O                | 2007       | Q23663335     | Festival Internacional de Teatre al Carrer · Vegeu més fotos d'aquest monument · Carregueu una nova foto d'aquest monument |
| Moros i Cristians                          | Darrer cap de setmana d'abril                       | Lludient 40° 05′ 13″ N, 0° 22′ 18″ O / 40.086944°N,0.371667°O                 | 2009       | Q23663336     | Carregueu una nova foto d'aquest monument                                                                                  |
| Maderada de Cofrents                       | Maig                                                | Cofrents 39° 13′ 47″ N, 1° 03′ 41″ O / 39.229722°N,1.061389°O                 | 2014       | Q23663337     | Carregueu una nova foto d'aquest monument                                                                                  |
| Festa del Xop                              | Segon i quart cap de setmana de maig                | El Palomar 38° 51′ 13″ N, 0° 30′ 10″ O / 38.853611°N,0.502778°O               | 2009       | Q23663342     | Festa del Xop · Vegeu més fotos d'aquest monument · Carregueu una nova foto d'aquest monument                              |
| La Passejà de Sant Onofre                  | 9 de juny                                           | Quart de Poblet 39° 29′ 00″ N, 0° 26′ 34″ O / 39.483333°N,0.442778°O          | 2007       | Q23663347     | Carregueu una nova foto d'aquest monument                                                                                  |